# Discolaimus texanus
Discolaimus texanus är en rundmaskart som först beskrevs av Nathan Augustus Cobb 1913.  Discolaimus texanus ingår i släktet Discolaimus och familjen Dorylaimidae. Inga underarter finns listade i Catalogue of Life.